# Caulipsolon rapaceum
Caulipsolon rapaceum là một loài thực vật có hoa trong họ Phiên hạnh. Loài này được (Jacq.) Klak mô tả khoa học đầu tiên năm 1998.